# Блиніха
Блині́ха (рос. Блиниха) — присілок у складі Вікуловського району Тюменської області, Росія.
Населення — 1 присілок (2010, 1 у 2002).
Національний склад станом на 2002 рік:
- росіяни — 100 %